# Harold Martín López
Harold Martín López Granizo (Ibarra, 3 de diciembre de 2000) es un ciclista de ruta ecuatoriano. Desde 2024 corre para el equipo kazajo XDS Astana Team del UCI WorldTeam.

## Palmarés
2019
- 1 etapa de la Vuelta a Costa Rica

2020
- 2 etapas de la Vuelta a Guatemala

2025
- Tour de Grecia
- 1 etapa del Tour de Turquía
- Tour de Hungría, más 1 etapa

## Resultados en Grandes Vueltas
| Carrera | Carrera         | 2019 | 2020 | 2021 | 2022 | 2023 | 2024 | 2025 |
| ------- | --------------- | ---- | ---- | ---- | ---- | ---- | ---- | ---- |
|         | Giro de Italia  | —    | —    | —    | —    | —    | —    | —    |
|         | Tour de Francia | —    | —    | —    | —    | —    | —    | —    |
|         | Vuelta a España | —    | —    | —    | —    | —    | Ab.  | —    |

―: no participa
Ab.: abandono